# Veronika Major
Pour les articles homonymes, voir Major (homonymie).
Veronika Major est une tireuse sportive hongroise née le 19 mars 1997 à Keszthely. Elle a remporté la médaille de bronze du pistolet à 25 m féminin aux Jeux olympiques d'été de 2024, organisés à Paris.